# 维莱泰
维莱泰（義大利語：Villette），是意大利韦尔巴诺-库西亚-奥索拉省的一个市镇。总面积7平方公里，人口261人，人口密度37.3人/平方公里（2009年）。ISTAT代码为103076。